# NGC 1122
NGC 1122 (NGC 1123) é uma galáxia espiral barrada (SBb) localizada na direcção da constelação de Perseus. Possui uma declinação de +42° 12' 19" e uma ascensão recta de 2 horas, 52 minutos e 51,2 segundos.
A galáxia NGC 1122 foi descoberta em 17 de Outubro de 1786 por William Herschel.